# 帝国广播公司
帝国广播公司或国家广播公司（德語：Reichs-Rundfunk-Gesellschaft mbH，简称RRG），是魏玛共和国和纳粹德国的全国性公共广播机构，成立于1925年，1932年开始国营化，1933年纳粹党上台后沦为其宣传工具，1939年更名为“大德意志广播电台”（德語：Großdeutscher Rundfunk）。1945年5月2日随着苏军占领位于柏林西区的广播大楼而停播。

## 历史

### 建立
帝国广播公司成立于1925年5月15日，起初为德国国内9家地方电台共同拥有。1926年，魏玛政府控制的帝国邮政成为大股东。当时每月收听费为2帝国马克。到了1932年，德国全境已有400万听众，帝国广播公司收入达到400万帝国马克。

### 国营化及纳粹时期

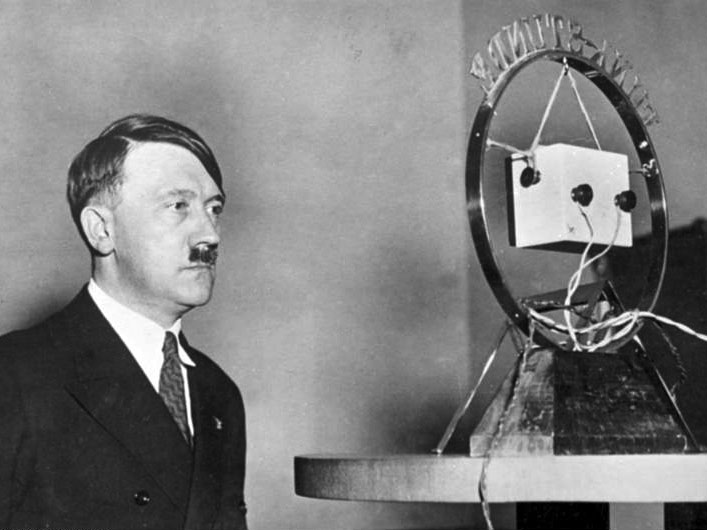
希特勒1933年在通过帝国广播公司发表讲话

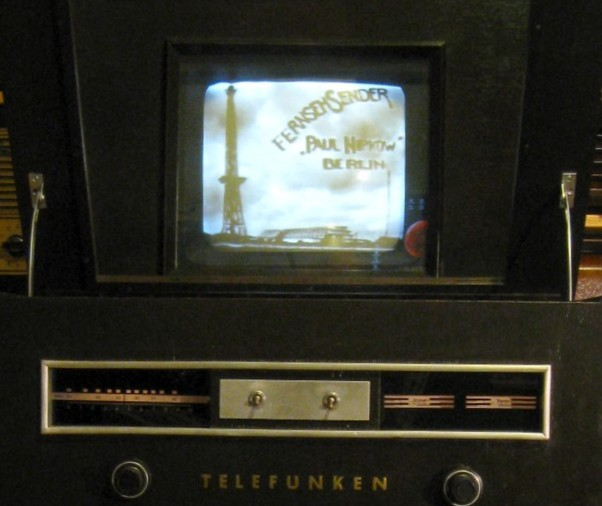
保罗·尼普科夫电视台播出画面

1932年，当时的德国总理弗朗茨·馮·帕彭就开始着手让政府完全控制帝国广播公司，各地方电台成为了帝国广播公司的分支机构，帝国广播公司也被迫接受时任内政部长威廉·冯·盖尔指派的代表监督节目制作。1933年，纳粹党上台，新任内政部长威廉·弗利克强迫电台转播纳粹党组织的火炬游行，导致帝国广播公司主席汉斯·布雷（德語：Hans Bredow）被迫辞职，多名高管被解职并遭到监禁，国民教育与宣传部全面控制了帝国广播公司。次年（1934年）4月1日，各地方电台全部更名为“帝国广播”（德語：Reichssender）。
1934年，以波兰裔德国物理学家、发明了尼普科夫盘的保罗·高特列本·尼普科夫的名字命名的“保罗·尼普科夫电视台”（德語：Fernsehsender Paul Nipkow，又名“德国电视广播（德語：Deutscher Fernseh-Rundfunk）”）开播，二战期间成为当时世界上唯一常规播出的电视台，1944年停播。
1935年，萨尔回归德国，萨尔布吕肯帝国广播开播；1938年，德奧合併，维也纳帝国广播开播。1939年9月1日，德国入侵波兰，帝国广播公司更名为“大德意志广播电台”，成为纳粹德国的战时宣传工具。1940年7月9日起，各地“帝国广播”全部统一转播相同的节目。1945年5月2日，苏军占领电台总部，电台停播。

## 频道

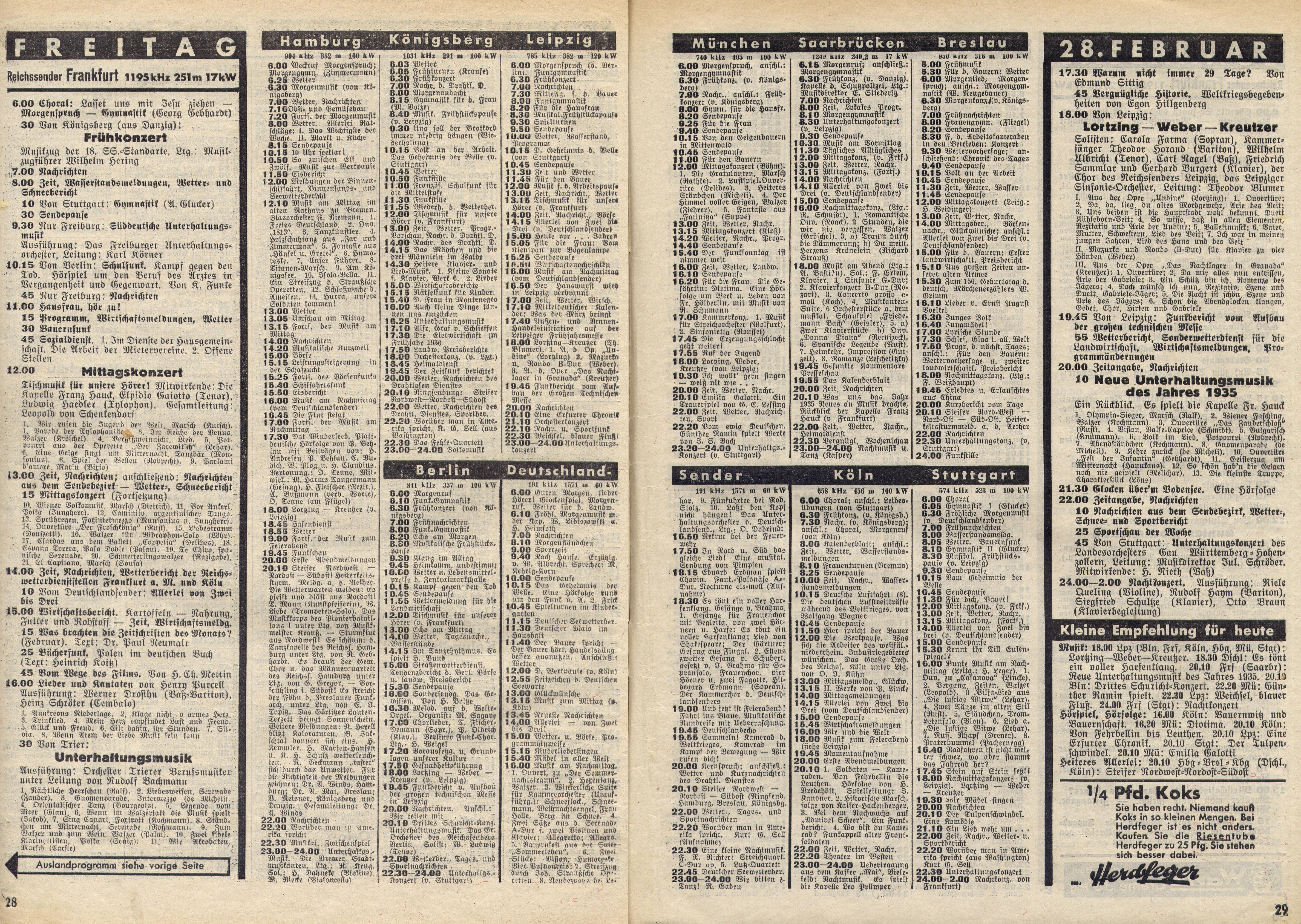
1936年2月28日德国广播电台及部分地区“帝国广播”的节目表

以下为1940年12月数据：

### “帝国广播”
- 柏林帝国广播（德語：Reichssender Berlin）
- 布雷斯劳[a]帝国广播（德語：Reichssender Breslau）
- 但泽[b]帝国广播（德語：Reichssender Danzig）
- 法兰克福帝国广播（德語：Reichssender Frankfurt）
- 汉堡帝国广播（德語：Reichssender Hamburg）
- 科隆帝国广播（德語：Reichssender Köln）
- 柯尼斯堡[c]帝国广播（德語：Reichssender Königsberg）
- 莱比锡帝国广播（德語：Reichssender Leipzig）
- 慕尼黑帝国广播（德語：Reichssender München）
- 斯图加特帝国广播（德語：Reichssender Stuttgart）
- 萨尔布吕肯帝国广播（德語：Reichssender Saarbrücken）
- 维也纳[d]帝国广播（德語：Reichssender Wien）
- 波希米亚[e]帝国广播（德語：Reichssender Böhmen，又称为“布拉格二台”）

### 德占区其它广播频道
- 保护国广播电台（德語：Die Sender des Protektorats，又称为“布拉格一台”）：对波希米亚和摩拉维亚保护国广播
- 總督府电台（德語：Die Sender des Generalgouvernements）：对德军占领下的波兰广播，分为“华沙一台”和“华沙二台”

### 全国及对外广播
- 德国广播电台（英语：Deutschlandsender）：对全国广播。此外，二战后成立的民主德国广播电台也一度使用“德国广播电台”的呼号
- 对外广播：使用53种语言对外广播，除专门的对外广播频率，各地方“帝国广播”也有外语节目

### 电视频道
- 保罗·尼普科夫电视台（德語：Fernsehsender Paul Nipkow）：又名“德国电视广播（德語：Deutscher Fernseh-Rundfunk）”

## 后续
1951年，德国广播档案馆开始接收并整理帝国广播公司的影音资料，到1961年整理完毕。